# Salchendorf (Netphen)
Salchendorf ist ein Stadtteil von Netphen im Kreis Siegen-Wittgenstein in Nordrhein-Westfalen mit 1233 Einwohnern (30. Juni 2022).

## Geographie

### Geographische Lage
Die Bebauung des Orts befindet sich auf einer Höhe zwischen 330 und 390 m ü. NHN. Die Gemarkung Salchendorf hat eine Fläche von 9,2 km². Berge und Erhebungen um Salchendorf sind unter anderem Heinenberg 530,7 m,  Rübenhain, Auf der Noll mit 474,1 m und der Haferhain mit 503,5 m Höhe. Durch den Ort fließt der Sieg-Zufluss Werthenbach, in den der Mittelbach mündet.

### Nachbarorte
Nachbarorte von Salchendorf sind Grissenbach im Norden, Nenkersdorf im Nordosten, Werthenbach im Osten, Helgersdorf im Südosten, Gernsdorf und Rudersdorf im Süden, Anzhausen im Südwesten, Flammersbach im Westen und Deuz im Nordwesten.

## Geschichte
Salchendorf wurde am 3. Juni 1311 erstmals urkundlich als „Salchendorph“ erwähnt.
Woher der Name Salchendorf stammt, ist nicht bekannt. In alten Kirchenbüchern findet man die Schreibweise „Solgendorf“ und „Salgendorf“. In der Nähe existiert ein weiterer Ort mit dem Namen Salchendorf.
Es existiert ein Chronik die zwischen 1864 und 1885 vom Lehrer Johannes Sting angelegt wurde. In dieser sind einige Ereignisse detailliert beschrieben und dokumentiert. So brannte im Februar 1847 ein großer Teil der insgesamt 45 Gebäude ab. Daraufhin wurde im Jahre 1849 das erste Spritzenhaus gebaut in welchem die angeschaffte Brandspritze aufbewahrt wurde, die dann im Jahre 1851 das erste Mal eingesetzt wurde als das alte Schulgebäude abbrannte. An gleicher Stelle wurde eine neue Schule errichtet die 1911 abgerissen wurde.
Bis Ende 1968 gehörte der Ort dem Amt Netphen an. Die Gemeinde Salchendorf, Amt Netphen (offizielle Bezeichnung) wurde bei der kommunalen Neugliederung am 1. Januar 1969 ein Ortsteil der neuen Großgemeinde Netphen, seit 2000 ein Stadtteil.
Seit Oktober 2008 stehen auf dem Rübenhain Richtung Autobahn 45 drei Windkraftanlagen, die seit 2009 in Betrieb sind.

### Einwohnerzahlen
Einwohnerzahlen des Ortes:
| Jahr | Einwohner |
| ---- | --------- |
| 1818 | 230       |
| 1885 | 222       |
| 1895 | 246       |
| 1905 | 267       |
| 1910 | 284       |
| 1925 | 388       |
| 1933 | 420       |

| Jahr | Einwohner |
| ---- | --------- |
| 1939 | 516       |
| 1950 | 561       |
| 1961 | 752       |
| 1967 | 844       |
| 1994 | 1173      |
| 2005 | 1325      |
| 2009 | 1321      |

| Jahr | Einwohner |
| ---- | --------- |
| 2012 | 1258      |
| 2013 | 1249      |
| 2015 | 1243      |
| 2017 | 1221      |
| 2021 | 1234      |
| 2022 | 1233      |

## Verkehr

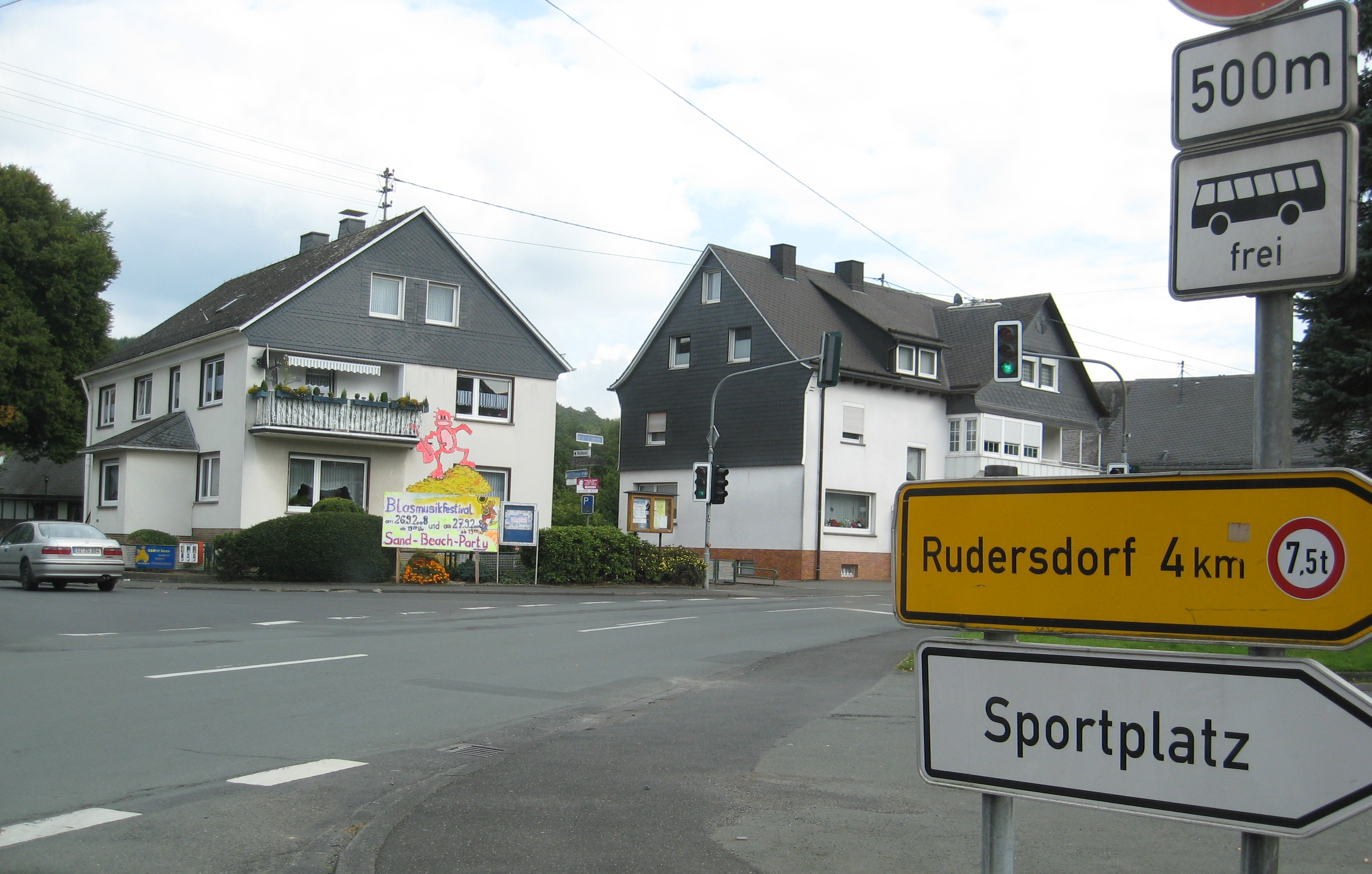
Ortskern Salchendorf

Salchendorf liegt an der Landesstraße 729. Über Wilnsdorf ist der Ort an die A 45 angebunden. Bis August 2009 führten die Schienen der Kleinbahn Weidenau–Deuz durch den Ort. Den Busverkehr übernimmt die VWS.

## Soziale Einrichtungen
Soziale und öffentliche Einrichtungen sind der Kindergarten, ein Bolzplatz, zwei Kinderspielplätze und ein Sportplatz mit modernem Kunstrasenbelag. Außerdem gibt es im Ort einen Backes, ein Schützenhaus und einen Friedhof. Die Grundschule wurde mit Ablauf des Schuljahres 2013/14 geschlossen.

## Vereine
Der SV Germania Salchendorf ist der größte Verein mit über 800 Mitgliedern. Er wurde 1910 gegründet und bietet neben Fußball, der den Schwerpunkt bildet, eine erfolgreiche Tischtennisabteilung sowie Badminton, Gymnastik und Kinderturnen an. Die Fußballabteilung ist 2022/23 in die Landesliga Westfalen aufgestiegen und nahm seit 2020 zwei Mal am Westfalenpokal-Wettbewerb teil.
Die Musikkapelle Salchendorf e. V., ebenfalls 1920 gegründet, verfügt über ein großes musikalisches Repertoire, von konzertanter Musik über Unterhaltungs- und Tanzmusik bis hin zur musikalischen Gestaltung von Schützenfesten. Durch eine Jugendarbeit gibt es seit 2000 ein eigenes Jugendorchester cravallo ffortissimo.
1987 gründete sich der Salchendorfer Heimatverein.
Des Weiteren existiert bis heute noch die Schützenbruderschaft St. Hubertus Salchendorf-Helgersdorf sowie der Gemischte Chor Treue.

## Wurstekommission
Seit mindestens 1920 gibt es in Salchendorf eine Junggesellenvereinigung, die sogenannte Wurstekommission. Diese zählt ca. 60 aktive Mitglieder. Im Dorfmittelpunkt steht seit 1995 ein Denkmal der Wurstekommission.
Die Wurstekommission veranstaltet den jährlichen Silvesterumzug, bei dem Motivwagen mit den Ort betreffenden Geschichten ausgestellt werden. Der genaue Ursprung der Silvestertradition ist nicht bekannt. Sicher erscheint nur, dass es schon vor 1920 Aktivitäten in dieser Richtung gab.

## Sehenswürdigkeiten
In Salchendorf stehen noch zahlreiche Fachwerkhäuser und es gibt einen Dorfbrunnen. Die Kirche verfügt über eine große Orgel. Unter anderem befindet sich in der Kirche eine gotische Nikolausfigur aus Holz, welche aus der Pfarrkirche St. Cäcilia Irmgarteichen stammte. Es besteht eine katholische öffentliche Bücherei.